# Чжэн Чжи
Чжэн Чжи (кит. трад. 鄭智, упр. 郑智, пиньинь Zhèng Zhì; род. 20 августа 1980, Шэньян) — китайский футболист, полузащитник клуба «Гуанчжоу» и сборной Китая; тренер.

## Карьера

### Китай
Чжэн Чжи — воспитанник клуба «Ляонин Чуанъе». Он не смог начать выступать за эту команду в 1999 году из-за проблем клуба с законом, в результате которых активы «Ляонина» были заморожены и клуб не мог осуществлять трансферы футболистов. Из-за этого Чжи год не играл в футбол. В 2001 году он перешёл в клуб «Шэньчжэнь Цзяньлибяо», который тренировал Чжу Гуанху, бывший наставником Чжи в молодёжной сборной Китая до 23 лет. Несмотря на то, что в клубе Чжи играл на позиции нападающего, в национальной команде главный тренер Ари Хан использовал его на позиции защитника.

### Европейская карьера
29 декабря 2006 года Чжи на правах аренды перешёл в английский «Чарльтон Атлетик» с первоочередным правом выкупа игрока. Он дебютировал в клубе в гостевом матче Премьер-лиги против «Манчестер Юнайтед», заменив травмировавшегося Амди Файе. Свой первый гол он забил в ворота «Ньюкасл Юнайтед» в марте 2007 года. Позже Чжи вернулся в «Шаньдун Лунэн». Свой последний матч за клуб он провёл против «Бэйцзин Гоань», и его клуб проиграл 1:6. В августе 2007 года Чжи вновь стал игроком «Чарльтона», заплатившего за трансфер китайца 2 млн фунтов. Контракт был подписан на 2 года. В марте 2008 года Чжи был признан 5-м игроком в АПЛ по версии журнала FourFourTwo. Он забил в первом сезоне 7 мячей, большую часть в первой половине сезона. Во второй же половине он забивал реже из-за частых отлучек в сборную и накопившейся вследствие них усталости. Летом 2008 года Чжи готовился к трансферу в «Вест Бромвич Альбион», переговоры велись до последнего дня «трансферного окна», однако переход не состоялся.
8 июля 2009 года Чжи покинул «Чарльтон» (вылетевший по итогам сезона из второго по силе дивизиона в третий), несмотря на то, что клуб предложил ему продлить контракт. 1 сентября 2009 года Чжи подписал двухлетний контракт с шотландским клубом «Селтик». Покупка Чжи стала одной из первых для Тони Моубрея, нового главного тренера «Селтика», после назначения на пост. Из-за того, что футболист был слишком поздно заявлен за «Селтик», он не мог принимать участия в матчах Лиги Европы. 4 октября Чжи дебютировал в составе «Селтика» в матче против «Рейнджерс». В этой игре он провёл на поле 70 минут и заработал пенальти, с которого Макгиди забил гол в ворота «Рейнджерс».

### Возвращение в Китай
28 июня 2010 года Чжэн вернулся в Китай, подписав контракт с клубом Китайской Суперлиги «Гуанчжоу Эвергранд», в который перешёл на правах свободного агента. Его дебют в Суперлиге состоялся 17 июля 2010 года в игре против «Хубэй Гринери», а четыре дня спустя он открыл счёт голам за новую команду, в которой «Гуанчжоу Эвергранд» победил «Нанькин Йойо» 10:0. В сезоне 2010 года в Первой лиге Китая по футболу Чжэн забил 5 мячей в 11 матчах за «Гуанчжоу», а его клуб занял в итоге первое место и получил возможность вернуться в Суперлигу с первой попытки.
После того как бывший капитан команды Ли Чжихай перешёл в сезоне 2011 года в «Гуандун Жичжицюань», Чжэн был выбран новым капитаном команды.

## Международная карьера
Выступал за молодёжную сборную Китая. С 2002 года он начал выступать за первую сборную, играя на позициях защитника, полузащитника и нападающего. С середины 2000-х Чжи стал чаще выступать в центре поля.
7 июня 2006 года в товарищеской игре с Францией Чжи сломал ногу Джибрилю Сиссе.
В 2008 году на летних Олимпийских играх Чжи был капитаном сборной Китая.
Входит в пятёрку футболистов с наибольшим числом проведённых матчей за сборную Китая.

## Достижения

### Командные
- Бронзовый призёр Восточной Азии: 2003
- Чемпион Китая: 2004, 2006
- Обладатель Кубка Китая: 2006
- Победитель Лиги чемпионов АФК: 2013, 2015

### Личные
- Футболист года Китайской футбольной ассоциации: 2002, 2006
- Член символической сборной Кубка Азии 2004